# Melchiorre Gherardini

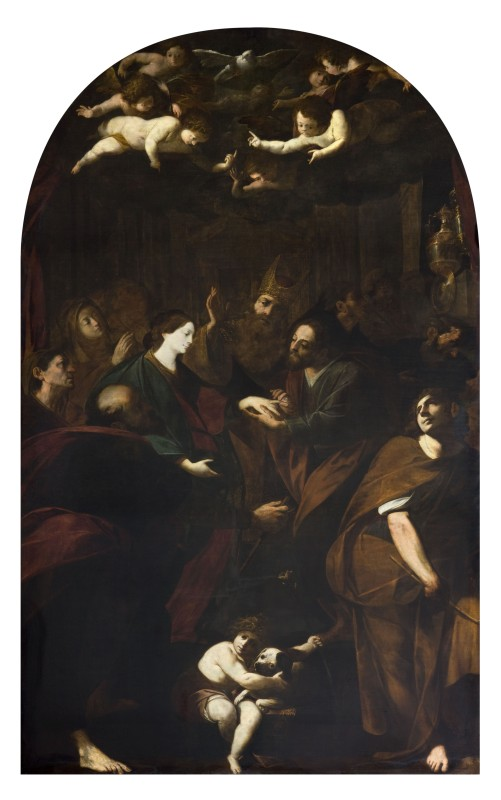
Sposalizio della Vergine (Fondazione Cariplo)

Melchiorre Gherardini detto il Ceranino (Milano, 1607 – Milano, 1668) è stato un pittore italiano.

## Biografia
Nato a Milano nel 1607, la sua carriera artistica è fortemente legata alla figura di Giovan Battista Crespi, detto il Cerano, di cui non solo diverrà allievo, ma anche genero, sposando la figlia Camilla, anch'essa pittrice. 
Dopo la sua morte eredita bottega e abitazione, dove risulta essere residente con la moglie a partire dal 1633, anno di adozione anche del suo soprannome, Ceranino, fortemente voluto dal pittore al fine di celebrare il ricordo del grande protagonista del Seicento e della tradizione borromaica milanese. Durante la sua "maturazione" artistica si discostò da una fantasia drammatica per abbracciare composizioni più corsive impreziosite da figure eleganti tendenti al colore bruno-rossiccio.
Muore nel 1668, dopo un'intensa produzione artistica a carattere principalmente religioso, che ripropone gli schemi ceraneschi, valorizzandone la parte maggiormente scenografica.

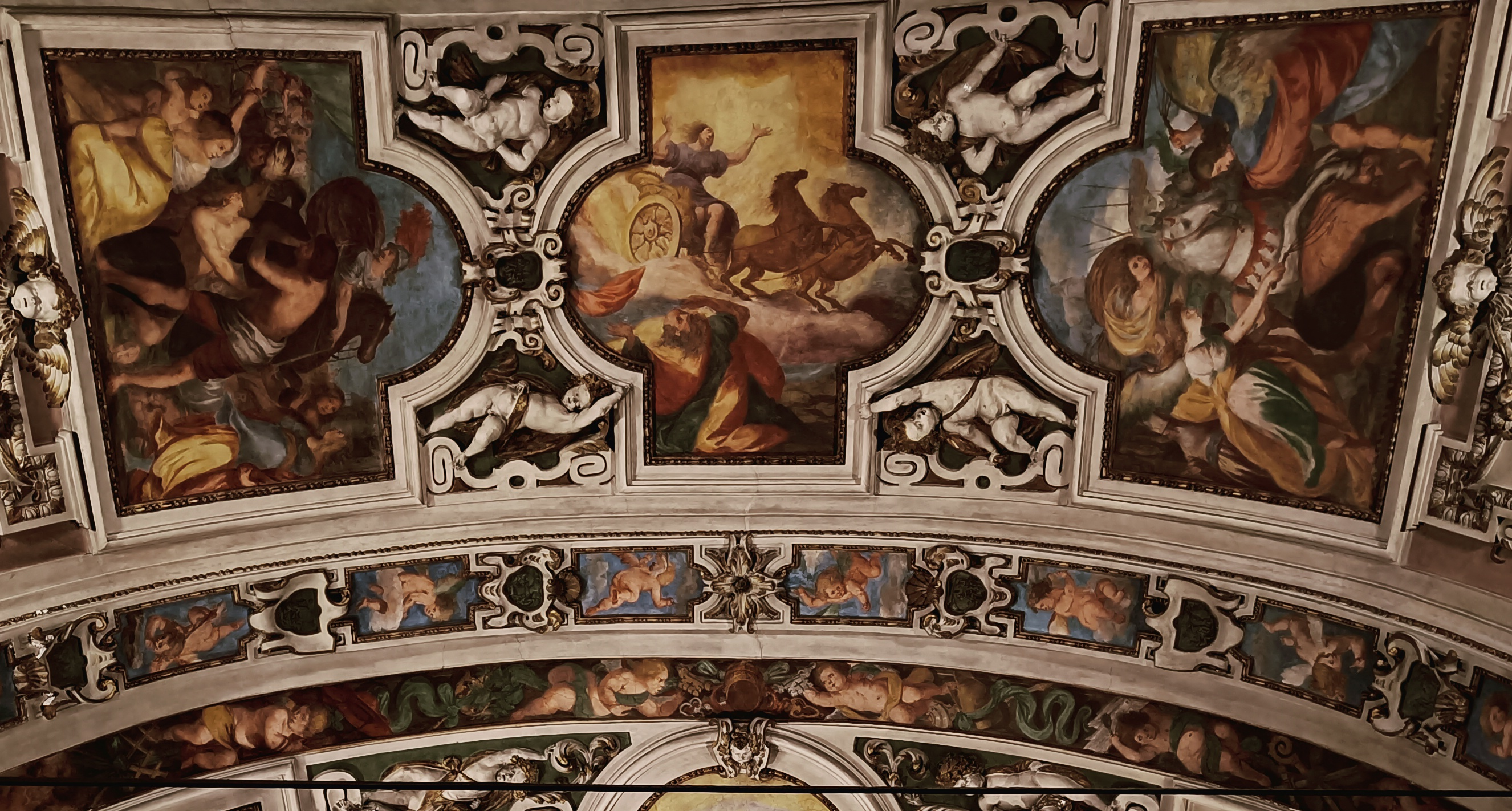
affreschi, Chiesa di San Giuseppe (Varese)

## Elenco delle opere
- La madre dei due bambini, olio su tela, chiesa di San Biagio, Magenta (MI)
- Martirio di uno dei figli della madre devota di San Biagio, olio su tela, chiesa di San Biagio, Magenta (MI)
- Martirio del secondo figlio della devota di San Biagio, olio su tela, chiesa di San Biagio, Magenta (MI)